# Captorhinikos
Captorhinikos is een geslacht van uitgestorven reptielen, behorend tot de familie Captorhinidae. Het leefde in het Vroeg-Perm (ongeveer 280-272 miljoen jaar geleden) en zijn fossiele overblijfselen zijn gevonden in Noord-Amerika en Zuid-Amerika.

## Naamgeving
Het geslacht Captorhinikos werd voor het eerst beschreven door Everett Claire Olson in 1954, op basis van fossielen gevonden in de Vale-formatie van Texas, in lagere Perm-bodems; de typesoort is Captorhinikos valensis. De geslachtsnaam voegt aan de naam van Captorhinus het Griekse ~eikos, 'gelijkend', toe, wegens de gelijkenis met die verwant. De soortaanduiding verwijst naar de herkomst uit de formatie. Het holotype is CNHM UR 101, een voorste onderkaak met een tandplaat van het bovenkaaksbeen. Talrijke losse botten werden toegewezen.
Olson beschreef in 1954 ook Captorhinikos chozaensis, bekend om fossielen gevonden in de Chozaformatie van Texas en Oklahoma. Het holotype is FMNH UR 97, onderkaken met een tandplaat. Een andere soort, in 1970 beschreven door Olson zelf en uit het Vroeg-Perm van Oklahoma, is Captorhinikos parvus, 'de kleine'. Het holotype is FHNM UR 1250, een schedel met een onderkaak.
Fossielen uit de Pedra de Fogo-formatie (Piauí, Brazilië) zijn ook toegeschreven aan het geslacht Captorhinikos: deze overblijfselen getuigen van de opmerkelijke geografische verspreiding van deze dieren.

## Beschrijving
Captorhinikos werd gekenmerkt door vijf rijen tanden in zijn kaken. De tanden waren kegelvormig, gedrongen aan de basis en licht puntig aan de bovenkant. Captorhinikos werd onderscheiden van de even oude, en in veel opzichten zeer gelijkaardige Labidosaurikos door de aanwezigheid van een transversale richel van de pterygoïde in de vorm van een bredere en meer getande U-vormige plaat; dit kenmerk werd gedeeld met de meer archaïsche Labidosaurus.

## Classificatie
Captorhinikos is een nogal afgeleide vertegenwoordiger van de captorhiniden, een groep archaïsche reptielen dicht bij de oorsprong van de diapsiden. In het bijzonder maakt Captorhinikos deel uit van de clade Moradisaurinae, bestaande uit de meer gespecialiseerde captorhiniden met talrijke rijen tanden in de kaken.